# Osama Mohamed
Osama Mohamed (sinh ngày 1 tháng 10 năm 1979) là một cầu thủ bóng đá người Ai Cập. Anh hiện tại thi đấu ở vị trí hậu vệ cho Petrojet. Mohamed ra mắt quốc tế năm 2007.